# بوندویل (ورمانت)
بوندویل (به انگلیسی: Bondville) یک منطقهٔ مسکونی در ایالات متحده آمریکا است که در شهرستان بنینگتن، ورمانت واقع شده است. بوندویل ۳۹۰٫۱۵ متر بالاتر از سطح دریا قرار دارد.